# Dekanat kolski I
Dekanat kolski I – jeden z dekanatów rzymskokatolickiej diecezji włocławskiej, istniejący w latach 1994–2015.

## Historia
Dekanat kolski I utworzony został 1994 r., po powstaniu nowych parafii w Kole i Ochlach. Wówczas dokonano podziału dekanatu kolskiego na dwie części. Południowa część znalazła się w dekanacie kolskim I, a północno-wschodnia w dekanacie kolskim II. W skład dekanatu wchodziło osiem parafii z terenu powiatu kolskiego i tureckiego.
Dekretem z 2 lutego 2015 r. został zlikwidowany. Pięć parafii zostało włączonych w skład utworzonego dekanatu kościeleckiego, a pozostałe trzy – do przywróconego dekanatu kolskiego.

## Parafie
W skład dekanatu kolskiego I wchodziły następujące parafie:
- parafia Podwyższenia Krzyża Świętego w Kole
- parafia św. Bogumiła w Kole
- parafia św. Stanisława Biskupa w Białkowie Kościelnym
- parafia św. Mikołaja w Brudzewie Kolskim
- parafia Trójcy Świętej w Dobrowie
  - sanktuarium bł. Bogumiła
- parafia św. Jadwigi Śląskiej w Janiszewie
- parafia św. Andrzeja Apostoła w Kościelcu Kolskim
- parafia bł. 108 Męczenników Polskich w Powierciu

## Władze dekanatu
Dziekani dekanatu kolskiego I
- ks. prałat Kazimierz Chłopecki – proboszcz parafii Podwyższenia Krzyża Świętego w Kole (październik 1994 – 26 lipca 1996)
- ks. Stanisław Kurant – proboszcz parafii św. Andrzeja Apostoła w Kościelcu Kolskim (27 lipca 1996 – 11 września 1998)
- ks. kanonik Józef Wronkiewicz – proboszcz parafii Podwyższenia Krzyża Świętego w Kole (12 października 1998 – 30 września 2009)
- ks. kanonik Władysław Waszak – proboszcz parafii św. Andrzeja Apostoła w Kościelcu Kolskim (1 października 2009 – 30 czerwca 2014)
- ks. Tomasz Jener – proboszcz parafii św. Andrzeja Apostoła w Kościelcu Kolskim (1 lipca 2014 – 28 lutego 2015)

Wicedziekani dekanatu kolskiego I
- ks. Stanisław Kurant – proboszcz parafii św. Andrzeja Apostoła w Kościelcu Kolskim (październik 1994 – 26 lipca 1996)
- ks. kanonik Józef Wronkiewicz – administrator parafii Podwyższenia Krzyża Świętego w Kole (27 lipca 1996 – 11 października 1998)
- ks. kanonik Piotr Głowacki – proboszcz parafii Trójcy Świętej w Dobrowie (12 października 1998 – 30 czerwca 2003)
- ks. Władysław Waszak – proboszcz parafii św. Andrzeja Apostoła w Kościelcu Kolskim (1 lipca 2003 – 30 września 2009)
- ks. Henryk Witczak – proboszcz parafii św. Jadwigi Śląskiej w Janiszewie (1 października 2009 – 30 czerwca 2012)
- ks. kanonik Zbigniew Wróbel – proboszcz parafii św. Mikołaja w Brudzewie Kolskim (1 lipca 2012 – 28 lutego 2015)